# Estação Ferroviária de Valinhos
A Estação de Valinhos é a antiga estação ferroviária do município de Valinhos, localizado no interior do estado de São Paulo. Desde 1996, nela funciona o Museu Fotógrafo Haroldo Pazinatto.
Faz parte da Linha Tronco da Companhia Paulista de Estradas de Ferro.

## História
A estação foi inaugurada em 11 de agosto de 1872, sendo a terceira parada na viagem inaugural da Companhia Paulista de Estradas de Ferro (CP), realizada no trecho Jundiaí-Campinas da empresa. Inicialmente, o local era praticamente inabitado, mas, com o passar do tempo, tornou-se uma das estações mais movimentadas da companhia, atrás apenas das instalações em Campinas e Rio Claro. Com a inauguração do Ramal Férreo Campineiro em 1894, sua movimentação foi reduzida, somente aumentando novamente no século XX.
A edificação atual foi inaugurada em 1913, substituindo a antiga, que, embora ainda esteja de pé, deixou de servir como ponto de embarque e desembarque de cargas e passageiros, servindo a outros usos para a CP.
Foi desativada em 1978, sendo restaurada em 1996 para abrigar um museu que ali se instalaria. Em 2013, ambas as construções, junto com a primeira casa da cidade, foram tombadas pelo patrimônio histórico estadual.

## Projetos futuros
A estação, junto com o trecho ferroviário Jundiaí-Campinas, faz parte do projeto "Trem Intercidades" do governo estadual, sendo uma parada planejada do chamado Trem Intermetropolitano (Jundiaí-Campinas, com paradas intermediárias). O trecho deve ser reeletrificado e sua duplicação, restaurada, a fim de receber novamente composições de passageiros.
As estações de Vinhedo e Valinhos devem ser reconstruídas, enquanto as de Jundiaí, Campinas e Louveira, apenas restauradas.
Planeja-se concretizar esse projeto junto de uma concessão da atual Linha 7–Rubi do Trem Metropolitano de São Paulo, realizada em 2024.